# Alphomelon rigoi
Alphomelon rigoi (лат.) — вид мелких наездников-браконид рода Alphomelon из подсемейства Microgastrinae (Braconidae, Ichneumonoidea). Видовое название rigoi дано в честь Rigoberto (Rigo) Pérez de Alejo Fortún.

## Распространение
Неотропика (Белиз, Венесуэла).

## Описание
Паразитические наездники крупных для микрогастерин размеров. Длина тела 4,2—4,4 мм. Основная окраска чёрная и коричневая. От близких таксонов отличается следующими признаками: тергит T2 сильно скульптурирован, птеростигма сравнительно менее вытянута (то есть ее длина ≤ 2,50× центральной высоты) и обычно более округлая (то есть по крайней мере один из её нижних краев изогнут); коготки лапок с тремя шипами; ножны яйцеклада 1,10× длины первого сегмента метатарзуса. Второй тергит пунктированный. Паразитируют предположительно на гусеницах бабочек-толстоголовок (Hesperiidae). Яйцеклад примерно равен по длине задней голени; проподеум морщинистый; первый тергит брюшка немного длиннее своей ширины; второй тергит много шире первого и короче третьего тергита. Жгутик усика 16-члениковый. Нижнечелюстные щупики 5-члениковые, нижнегубные щупики состоят из 3 сегментов. Дыхальца первого брюшного тергита находятся на латеротергитах.